# Atchoukpa
Atchoukpa ist ein Arrondissement im Departement Ouémé im westafrikanischen Staat Benin. Es ist eine Verwaltungseinheit, die der Gerichtsbarkeit der Kommune Avrankou untersteht.

## Demografie und Verwaltung
Gemäß der Volkszählung 2013 des beninischen Statistikamtes INSAE hatte das Arrondissement 35.232 Einwohner, davon waren 17.348 männlich und 17.884 weiblich.
Von den 59 Dörfern und Quartieren der Kommune Avrankou entfallen zehn auf Atchoukpa:
1. Malé
2. Malé-Houngo
3. Ouindodji
4. Tanzoun
5. Tanzoun Bliguédé
6. Tchoukou-Daho
7. Todèdji
8. Tokpa-Yonhossou
9. Vodénou
10. Zounguè